# Supercoppa UEFA 2002
La Supercoppa UEFA 2002 è stata la ventisettesima edizione della Supercoppa UEFA.
Si è svolta il 30 agosto 2002 allo stadio Louis II di Monaco, dove si sono affrontate la squadra vincitrice della Champions League 2001-2002, ovvero gli spagnoli del Real Madrid, e la squadra vincitrice della Coppa UEFA 2001-2002, ossia gli olandesi del Feyenoord.
A conquistare il titolo è stato il Real Madrid che ha battuto per 3-1 il Feyenoord con i gol di Roberto Carlos e Guti, aggiunti all'autogol di Patrick Paauwe. Per le Merengues si è trattata della prima vittoria nella competizione, dopo le sconfitte nelle edizioni 1998 e 2000.

## Partecipanti
| Squadre     | Qualificazione                                   | Partecipazioni precedenti (il grassetto indica la vittoria) |
| ----------- | ------------------------------------------------ | ----------------------------------------------------------- |
| Real Madrid | Vincitrice della UEFA Champions League 2001-2002 | 2 (1998, 2000)                                              |
| Feyenoord   | Vincitrice della Coppa UEFA 2001-2002            | Nessuna                                                     |

## Tabellino
| Arbitro: | Hugh Dallas |

|                                               |           |                   |
| Paauwe 15’ (aut.) Roberto Carlos 21’ Guti 60’ | Marcatori | 56’ van Hooijdonk |

| Real Madrid | Feyenoord |

### Formazioni
| Real Madrid (4-2-3-1) |    |                     |  |     |
|                       |    |                     |  |     |
| P                     | 1  | Iker Casillas       |  |     |
| D                     | 2  | Míchel Salgado      |  |     |
| D                     | 4  | Fernando Hierro (c) |  |     |
| D                     | 6  | Iván Helguera       |  |     |
| D                     | 3  | Roberto Carlos      |  |     |
| C                     | 19 | Esteban Cambiasso   |  | 88’ |
| C                     | 24 | Claude Makélélé     |  |     |
| C                     | 10 | Luís Figo           |  |     |
| C                     | 14 | Guti                |  | 71’ |
| C                     | 5  | Zinédine Zidane     |  | 86’ |
| A                     | 7  | Raúl                |  |     |
| A disposizione:       |    |                     |  |     |
| P                     | 13 | César Sánchez       |  |     |
| D                     | 15 | Raúl Bravo          |  |     |
| D                     | 22 | Francisco Pavón     |  | 88’ |
| C                     | 8  | Steve McManaman     |  |     |
| C                     | 16 | Flávio Conceição    |  |     |
| C                     | 21 | Santiago Solari     |  | 86’ |
| A                     | 18 | Javier Portillo     |  | 71’ |
| Allenatore:           |    |                     |  |     |
| Vicente del Bosque    |    |                     |  |     |

| Feyenoord (4-4-2) |    |                      |  |     |
|                   |    |                      |  |     |
| P                 | 1  | Edwin Zoetebier      |  |     |
| D                 | 23 | Brett Emerton        |  |     |
| D                 | 2  | Christian Gyan       |  | 72’ |
| D                 | 17 | Patrick Paauwe       |  |     |
| D                 | 3  | Tomasz Rząsa         |  |     |
| C                 | 8  | Kees van Wonderen    |  |     |
| C                 | 6  | Paul Bosvelt (c)     |  |     |
| C                 | 7  | Bonaventure Kalou    |  |     |
| C                 | 14 | Shinji Ono           |  |     |
| A                 | 9  | Pierre van Hooijdonk |  |     |
| A                 | 10 | Anthony Lurling      |  |     |
| A disposizione:   |    |                      |  |     |
| P                 | 31 | Carlo l'Ami          |  |     |
| D                 | 4  | Ramon van Haaren     |  |     |
| D                 | 20 | Ferry de Haan        |  |     |
| D                 | 27 | Civard Sprockel      |  |     |
| C                 | 18 | Leonardo             |  |     |
| C                 | 19 | Thomas Buffel        |  | 72’ |
| Allenatore:       |    |                      |  |     |
| Bert van Marwijk  |    |                      |  |     |